# TR-125
TR-125 (рум. Tanc Românesc 125, танк румынский с 125 мм пушкой) — румынский основной боевой танк с гладкоствольной пушкой калибра 125 мм. Представляет собой глубокую модернизацию советского танка Т-72. В настоящее время обозначается как P-125 (P означает прототип).

## История разработки
В конце 1970-х — начале 1980-х годов, Румыния заказала у СССР 30 экземпляров Т-72М. Полученные танки оказались ухудшенной экспортной версией, поэтому румынское правительство попробовало приобрести у СССР лицензию на производство танков Т-72. Когда это желание встретило сопротивление со стороны советских лидеров, коммунистическое правительство Румынии решило произвести обратную разработку Т-72.
Разработка танка велась в период с 1984 по 1991 год. Башни и механизм зарядки были разработаны научно-исследовательским институтом ICSITEM в Бухаресте, а шасси — бухарестским специальным заводом тяжелого оборудования (рум. Fabrica de Mașini Grele Speciale).
Три прототипа танка были изготовлены между 1987 и 1988 годах и испытаны до 1991 года. В связи с румынской революцией, заказ на танки от румынской армии не поступил и проект был отменен. Прототипы законсервированы и находятся на хранении.

## Описание конструкции
Танк, в отличие от Т-72, имеет удлинённую подвеску (на метр длиннее, чем у Т-72) с семью парами опорных катков, что позволило установить на нем более мощный двигатель на 850—900 л.с. (улучшенный вариант 8VSA3, устанавливаемый в TR-85). Основное орудие — гладкоствольная танковая пушка А555, разработанная на заводе Arsenal Reșița. Имеется также пулемёт ДШК. Танк оснащён дополнительной бронёй. Эти изменения привели к увеличению массы танка с 41,5 до 50 тонн.